# Quint Juli Hilarió
Quint Juli Hilarió o Quint Juli Hilarià, en llatí Quintus Julius Hilario o Hilarianus, fou un escriptor eclesiàstic romà de finals del segle iv. No és esmentat per cap escriptor antic i a la seva obra, que es conserva, no dona cap referència de la seva biografia. Va escriure almenys dues obres: 
- 1. Expositum de Die Paschae et Mensis (sobre la determinació del dia de la Pasqua) acabat d'escriure el març del 397
- 2. De Mundi Duratione, també anomenada De Cursu Temporum, escrit després de l'obra anterior.[1]